# Stenodon suberosus
Stenodon suberosus är en tvåhjärtbladig växtart som beskrevs av Charles Victor Naudin. Stenodon suberosus ingår i släktet Stenodon och familjen Melastomataceae. Inga underarter finns listade i Catalogue of Life.